# Хойский, Исмаил-хан
Исмаил-хан Хойский (азерб. İsmayıl xan Xoyski; ум. 24 июля (5 августа) 1819) — последний хан Шекинский (1814—1819), российский генерал-майор.

## Биография
Родился в курдской семье, принадлежащей к курдскому племени дунбули. После смерти своего отца Джафара Кули-хана, Исмаил-хан стал новым шекинским ханом и указом Александра I от 10 (22) мая 1815 года был официально утверждён в титуле.
Женой Исмаил-хана была Тути-ага, дочери шекинского хана Мухаммеда Гасан-хана. Тути-ага стала матерью двух дочерей Исмаил-хана (одна из них родилась через несколько дней после смерти отца).
В 1814 году в ханстве вспыхнул мятеж части населения против нового правителя, в котором приняло участие и духовенство. Как сообщал в своём рапорте императору Александру I командир Отдельного Кавказского корпуса генерал Н. Ф. Ртищев, присланная к нему от имени бунтовщиков депутация объявила о своей нежелательности, чтобы в ханстве, где большинство населения являются приверженцами шиитского течения ислама, управлял хан-суннит.
24 июля (5 августа)  1819 года Исмаил-хан умер после того, как пролежал неделю в болезненном состоянии. Во внезапной смерти хана подозревали его сестру Сару-бейим, которая могла отравить брата. После смерти Исмаил-хана из-за отсутствия сына-наследника ханская власть была упразднена, а ханство преобразовано в провинцию.
После смерти племянника Келбали-хан обратился к российским властям с просьбой оказать организационную помощь в доставке тела покойного в Кербелу.